# Girolamo dai Libri
Girolamo dai Libri (* 1474 oder 1475 in Verona; † 2. Juli 1555) war ein italienischer Illustrator von Manuskripten (Miniaturist) und Maler von Altarbildern. Seine Werke gehören zur Frührenaissance.

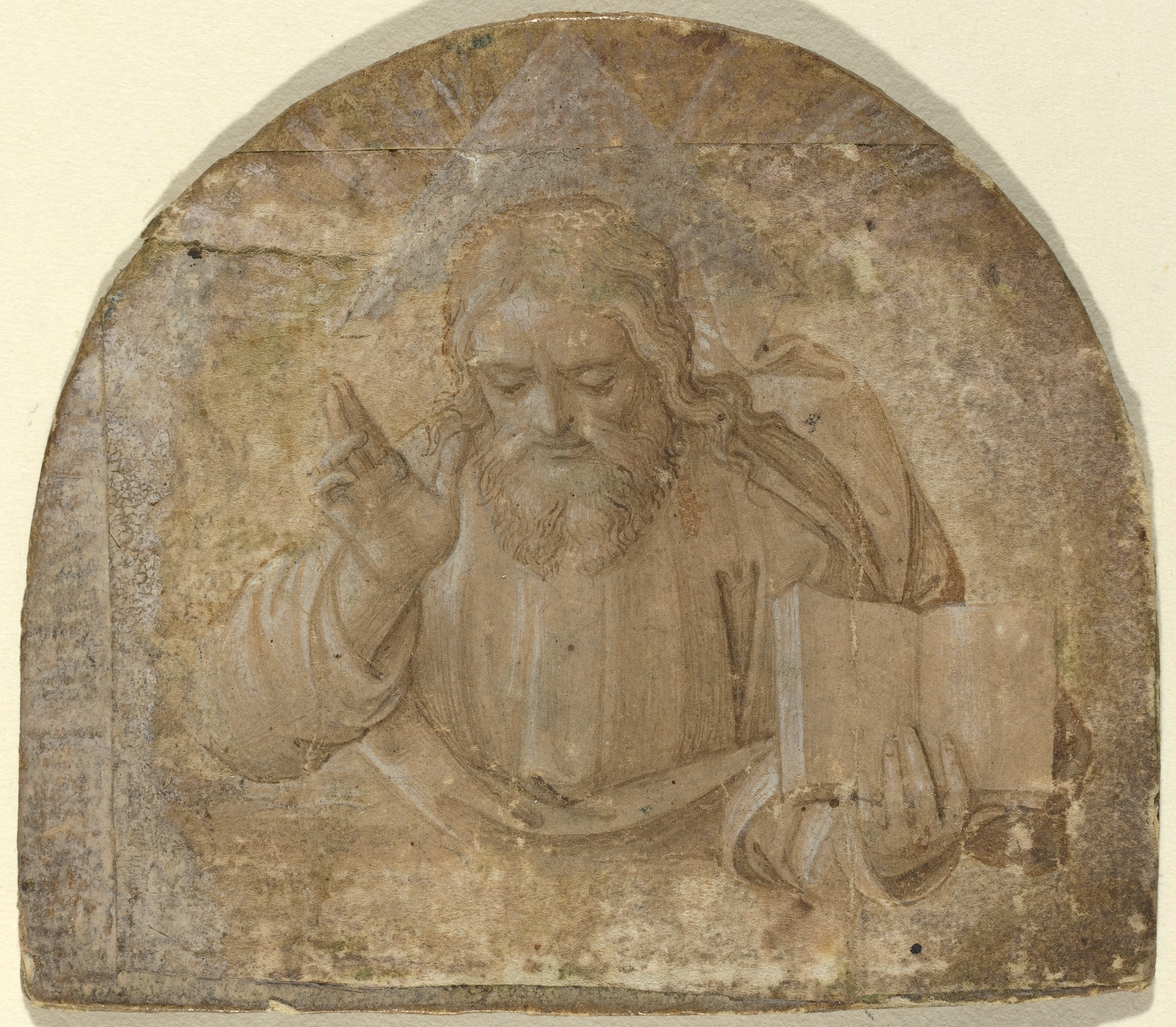
Gott mit seiner segnenden rechten Hand (Bild by Girolamo dai Libri)

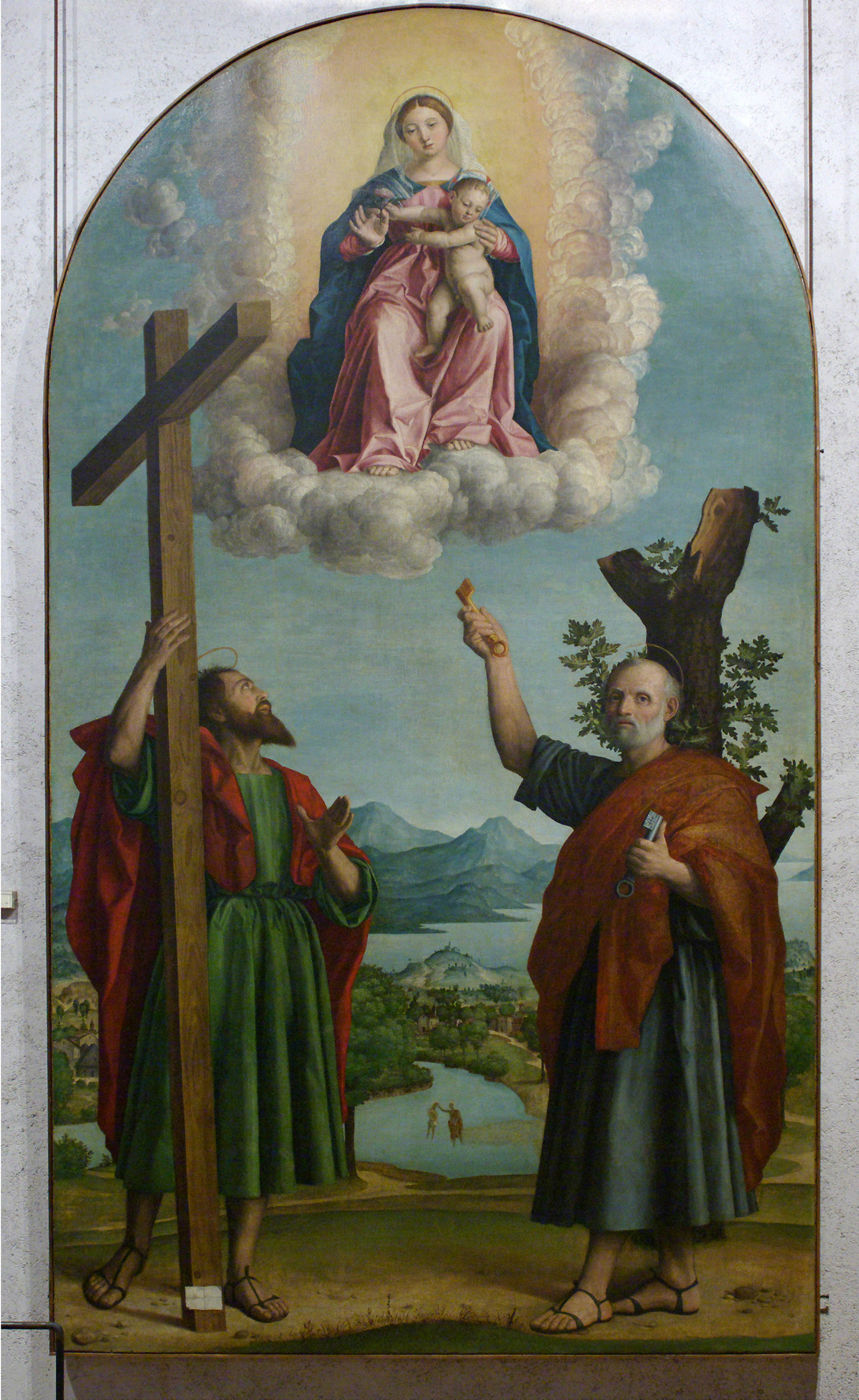
Eichenmadonna, Museum des Castelvecchio, Verona

Er arbeitete hauptsächlich in seiner Heimatstadt Verona. Sein Vater war Francesco dai Libri, der so genannt wurde, weil er Bücher illustrierte. Als Kunsthistoriker und Biograph beschrieb Giorgio Vasari Girolamos Bilder. Girolamo war ein Schüler von Domenico Morone.  Dai Libri zeichnete sein erstes Altarbild, die Kreuzabnahme Jesu für die Kirche Santa Maria in Organo in Verona im Alter von Sechzehn.